# Ozomelis stauropetala
Ozomelis stauropetala là một loài thực vật có hoa trong họ Saxifragaceae. Loài này được (Piper) Rydb. miêu tả khoa học đầu tiên năm 1905.